# スタディオ・ジュゼッペ・シニガーリャ
スタディオ・ジュゼッペ・シニガーリャ（Stadio Giuseppe Sinigaglia）は、イタリア・ロンバルディア州コモにあるスタジアム。主にサッカーの試合に利用され、コモ1907がホームスタジアムとしている。収容人数は、13,602人。

## 概要
スタジアムの名称は、コモ出身のボート選手ジュゼッペ・シニガーリャに由来している。